# Biedermann János
Biedermann János (Zólyom, 1887. július 28. – Budapest, 1967. október 29.) belgyógyász, egyetemi docens.

## Életpályája
Biedermann Adolf (1848–1910) járási orvos és Deutsch Fanny (1857–1920) fiaként született zsidó családban. Középiskolai tanulmányait a Zólyomi Magyar Királyi Állami Polgári Fiúiskolában kezdte, majd a Besztercebányai Királyi Katolikus Főgimnáziumban érettségizett (1906). 1906 és 1911 között a Budapesti Tudományegyetem Orvostudományi Karának hallgatója volt. Oklevelének megszerzése után tanulmányútra ment, amit többek között Kölnben, illetve a berlini Moritz Klinikán töltött. Pályáját a Pesti Izraelita Hitközség Szabolcs Utcai Kórházának Belgyógyászati Osztályán kezdte gyakornokként Stiller Bertalan mellett. 1913–1914-ben segédorvossá lépett elő. Az első világháború idején a 60. gyalogezrednél szolgált beosztott népfölkelő segédorvosként, utóbb főorvosként. 1918-tól Benedict Henrik mellé került alorvosnak. 1923. márciusban kinevezték a Pesti Izraelita Hitközség Kórházának rendelő főorvosává és megbízták a belgyógyászati rendelés vezetésével. 1926 decemberében – Benedict professzor halála után – ideiglenesen átvette a Belgyógyászati Osztály irányítását, amit hamarosan Fodor Imrével megosztva vezetett. 1928 júniusában kinevezték a már három részre osztott osztály új főorvosává Lévy Lajos és Fodor Imre mellé. A vészkorszak idején a Bethlen téri szükségkórház igazgató-főorvosa volt. A második világháború után visszatért a Szabolcs Utcai Kórház Belgyógyászati Osztályára. 1956-ban megalakult az egykori Zsidókórházban az Orvostovábbképző Intézet, ahol nyugalomba vonulásáig dolgozott.
Fő kutatásai a szív és a keringés betegségeire, valamint a belgyógyászat egyes kérdéseire terjedtek ki.
A Kozma utcai izraelita temetőben nyugszik. Temetésén Stern László főkántor gyászéneke után Scheiber Sándor, az Országos Rabbiképző Intézet igazgatója mondott búcsúbeszédet.

## Művei
- A Novasurol, mint diuretikum. (Gyógyászat, 1921, 6.)
- Adat az extrapyramidalis mozgászavarok klinikájához és kórbonctanához. (Gyógyászat, 1922, 42.)
- A heveny vérkeringési elégtelenség gyógykezeléséről. (Budapest, 1925)
- Új ébresztési eljárás narkolepsiában. (Orvosi Hetilap, 1959, 39.)
- Adatok a hypothalamus-sérülés után létrejövő syndromák kérdéséhez. Bársony Jenővel. (Orvosi Hetilap, 1960, 8.)

## Díjai, elismerései
- Szocialista Munkáért Érdemérem (1960)[9]